# Hôtel de Mongelas
Hôtel de Mongelas je městský palác v Paříži. Nachází se v historické čtvrti Marais v ulici Rue des Archives č. 62 ve 3. obvodu. V paláci je od roku 2007 otevřeno Musée de la chasse et de la nature.

## Historie
V roce 1606 koupil zdejší parcelu Antoine Foucquet. V roce 1639 začala výstavba prvního paláce. Ten koupil v roce 1703 mimořádný válečný komisař Romain Dru, vévoda de Mongelas, který nechal v letech 1705–1707 postavit nový palác podle plánů architekta Nicolase Liévaina. V roce 1709 palác koupil královský pokladník Michel d'Olivier. V roce 1724 odkázal palác své neteři Louise Chauvelier. V roce 1766 palác koupil markýz de Vallières, generální ředitel staveb. V rodině byl palác až do Velké francouzské revoluce. Markýz zemřel v roce 1776, jeho manželka byla popravena roku 1794. V roce 1796 byl palác vrácen v restituci jejich potomkům.
V roce 1800 palác koupil generální prokurátor Nicolas François Bellart, který nechal po roce 1813 vystavět velké schodiště v levém křídle, odstraněné při renovaci roku 2004, které nahradilo schodiště z 18. století. V roce 1820 od Bellarta koupili palác výrobci vějířů Jean-Baptiste Colombet a Charles Riart. Po Riartově smrti v roce 1849 se palác začal využívat k obchodním účelům. V paláci sídlil zlatník Charles Murat (1818–1898) spolu s několika dalšími nájemci. V roce 1908 Muratovo zlatnictví získalo celý palác. V roce 1965 byl palác rozdělen na dvě části – stavbu a zahradu. Palác koupil cech zlatníků jako své sídlo. V prostoru bývalé zahrady vznikla nová stavba v majetku Galeries Lafayette.
V roce 1996 byl stanoven plán záchrany čtvrti Marais, ve kterém bylo určeno, že hôtel de Mongelas bude konzervován nebo restaurován. V roce 2002 palác získalo Muzeum myslivosti a přírody, které se sem přesunulo z Hôtel de Guénégaud. Restaurování paláce proběhlo do roku 2006 a pro veřejnost byl otevřen v únoru 2007.

## Architektura
Palác si na straně do zahrady uchoval fasádu z cihel a kamenů z původní stavby. Z té se dochovaly i sklepní prostory. Z přestavby v 18. století se dochovaly fasády vedoucí na dvůr, portál ve stylu Ludvíka XIV. zakončený maskaronem na ulici a schodiště se zábradlím z tepaného železa v levém křídle. Zachoval se jedinečný obloukový portikus na dvoře u levého křídla. Část vybraná pro restaurování uchovává stav z počátku 18. století.